# Euphyia atriplena
Euphyia atriplena là một loài bướm đêm trong họ Geometridae.